# Майдана, Кристиан
Кристиан Оскар Майдана (исп. Cristian Oscar Maidana; 24 января 1987, Чако) — аргентинский футболист, полузащитник клуба «Лос-Андес».

## Биография
Кристиан Майдана родился в провинции Чако. После развода мать с детьми переехала в пригород Буэнос-Айреса, город Эсейса, где Кристиан вскоре и начал заниматься футболом. Начал свою карьеру в клубе «Банфилд» в 2000 году. С 2006 года Майдана стал играть за второй состав «Банфилда». В том же году он поехал с молодёжной сборной Аргентины на турнир в Тулоне, где провёл несколько игр. 30 марта 2007 года Майдана стал твёрдым игроком основного состава «Банфилда», что вызвало к нему интерес нескольких европейских клубов.
В декабре 2007 года начались переговоры по переходу Майданы в московский «Спартак», одновременно с ними проходили переговоры Майданы с итальянским клубом «Дженоа». Московский клуб искал замену покинувшему команду левому полузащитнику, Дмитрию Торбинскому. В том же месяце он прошёл в клубе медосмотр. В январе 2008 года Майдана подписал со «Спартаком» пятилетний контракт. За трансфер полузащитника «красно-белые» отдали 3,5 млн евро. Майдана выбрал московский клуб по причине участия «Спартака» в Лиге чемпионов.
В составе «Спартака» дебютировал 13 февраля 2008 года в матче Кубка УЕФА с «Марселем», в котором Спартак проиграл 0:3, а Майдана провёл на поле 65 минут и был заменён. В ответной игре Майдана стал одним из соавторов первого гола, забитого в ворота «Марселя». 16 марта, в матче первого тура с «Зенитом», Майдана дебютировал в чемпионате России; игра завершилась вничью 0:0. Одной из главных особенностей игры Майданы стало то, что он часто менялся флангами с Владимиром Быстровым, а также часто смещался в центр, из-за чего некоторые эксперты стали говорить о Майдане как о не фланговом игроке. 19 апреля в матче 6 тура чемпионата России с клубом «Спартак-Нальчик» Майдана забил свой первый в карьере гол, поразив со штрафного ворота на 42-й минуте игры.
В январе 2009 года Майдана был отдан в аренду в испанский клуб «Рекреативо», в составе которого дебютировал 25 января 2009 года в матче с «Бетисом», и в первой же игре забил гол, принеся победу своей команде. Майдана остался в «Рекреативо» на 6 месяцев, проведя 17 игр. Но несмотря на то, что Майдана был игроком основы команды, и пункт в соглашении, что «Рекреативо» может выкупить контракт аргентинца, испанский клуб принял решение не выкупать трансфер футболиста. Летом 2009 года Майдана вернулся в «Спартак».
9 июля 2010 года, в матче с «Ростовом», Майдана, впервые после долгого перерыва, вышел в составе «Спартака»; его клуб в этой игре уступил 0:1.

Он доказал, что может играть очень прилично и обладает серьёзным потенциалом. У него есть все данные, чтобы стать большим футболистом, — и техника, и мысль, и скорость, и дриблинг. Более того — он умеет практически всё. Главная его проблема — психология. Если разберётся в себе, то в «Спартаке» он станет своим. Да и команде пойдёт только на пользу, если футболист с такими данными заиграет в полную силу. Пока же Майдане не хватает уверенности и спортивной наглости.

Всего за сезон футболист провёл 12 игр, 10 из которых в чемпионате. По окончании сезона Кристианом заинтересовались несколько клубов на родине футболиста, желавшие подписать его на правах аренды. 18 января 2011 года Майдана был арендован клубом «Уракан» на полгода.
15 января 2014 года Майдана подписал контракт с клубом «Филадельфия Юнион» из MLS. Майдана провел 21 матч за «Филадельфию», в которых забил 2 мяча и отдал 6 голевых передач. 16 сентября 2014 года Майдана принял участие в финале кубка США. Матч завершился победой «Сиэтл Саундерс» со счётом 3:1.
7 декабря 2015 года Майдана и Эндрю Уэнгер были обменяны в «Хьюстон Динамо» на распределительные средства и драфт-пик. 6 марта 2016 года Майдана отличился в первом же официальном матче против «Нью-Инглэнд Революшн». По окончании сезона 2016 «Хьюстон Динамо» не продлил контракт с Майданой.
В февраля 2021 года стал игроком чилийского клуба «Кобресаль». В новой команде дебютировал 19 марта в матче Южноамериканского кубка против «Палестино», выйдя на замену во втором тайме. В мае получил тяжёлую травму на тренировке — разрыв крестообразных связок колена.

## Личная жизнь
Майдана женат. У него две дочери — Стефания, которая родилась в 2006 году и Августина, родившая в апреле 2010 года. У него есть брат.

## Статистика
на 1 января 2017
| Сезон   | Клуб               | Лига      | Чемпионат | Чемпионат | Кубок | Кубок | Контин | Контин |
| Сезон   | Клуб               | Лига      | Игры      | Голы      | Игры  | Голы  | Игры   | Голы   |
| ------- | ------------------ | --------- | --------- | --------- | ----- | ----- | ------ | ------ |
| 2006    | Банфилд            | Клаусура  | 4         | 0         | —     | —     | —      | —      |
| 2006    | Банфилд            | Апертура  | 5         | 0         | —     | —     | —      | —      |
| 2007    | Банфилд            | Клаусура  | 12        | 0         | —     | —     | 1      | 0      |
| 2007    | Банфилд            | Апертура  | 19        | 0         | —     | —     | —      | —      |
| 2008    | Спартак (Москва)   | РФПЛ      | 24        | 3         | 2     | 0     | 7      | 0      |
| 2008/09 | Рекреативо         | Примера   | 17        | 1         | 0     | 0     | —      | —      |
| 2009    | Спартак (Москва)   | РФПЛ      | 0         | 0         | 0     | 0     | —      | —      |
| 2010    | Спартак (Москва)   | РФПЛ      | 10        | 0         | 1     | 0     | 1      | 0      |
| 2011    | Рейнджерс          | Примера Б | 18        | 0         | —     | —     | —      | —      |
| 2012    | Рейнджерс          | Примера   | 13        | 1         | —     | —     | —      | —      |
| 2012/13 | Атланте            | Лика МХ   | 25        | 3         | —     | —     | —      | —      |
| 2013/14 | Аргентинос Хуниорс | Примера   | 5         | 0         | —     | —     | —      | —      |
| 2014    | Филадельфия Юнион  | MLS       | 26        | 2         | —     | —     | —      | —      |
| 2015    | Филадельфия Юнион  | MLS       | 28        | 1         | —     | —     | —      | —      |
| 2016    | Хьюстон Динамо     | MLS       | 30        | 3         | —     | —     | —      | —      |